# النیزاریه
النیزاریة یک منطقهٔ مسکونی در سوریه است که در حمص واقع شده‌است.

## خصوصیات
النیزاریة ۳٬۸۱۳ نفر جمعیت دارد.